# Ghost Rider (seriefigur)
Ghost Rider är en tecknad superhjälte, skapad av Marvel Comics. Ghost Rider dök upp första gången i Marvel Spotlight 5 augusti 1972. Nicolas Cage spelade karaktären i filmerna Ghost Rider (2007) och Ghost Rider: Spirit of Vengeance (2012).